# Foro Político de Alto Nivel sobre Desarrollo Sostenible
El Foro Político de Alto Nivel (FPAN; en inglés: High-level Political Forum on Sustainable Development, HLPF) sobre el Desarrollo Sostenible es la plataforma central de las Naciones Unidas para el seguimiento y la revisión de la Agenda 2030 para el Desarrollo Sostenible y los Objetivos de Desarrollo Sostenible, aprobada en la Cumbre de las Naciones Unidas sobre el Desarrollo Sostenible el 25 de septiembre de 2015.

## Foro Político de Alto Nivel sobre Desarrollo Sostenible
El Foro, que adopta una Declaración Ministerial, se espera que proporcione liderazgo político, orientación y recomendaciones sobre la aplicación de la Agenda 2030 y realizar un seguimiento del progreso de los Objetivos de Desarrollo Sostenible.

Foro Político de Alto Nivel sobre Desarrollo Sostenible
11 de julio, 2016 — El presidente del Consejo Económico y Social de la ONU (ECOSOC) apeló hoy a los Estados miembros del organismo mundial a mantener un compromiso sólido con la Agenda de Desarrollo Sostenible.
Al inaugurar la primera reunión del Foro Político de Alto Nivel sobre Desarrollo Sostenible desde la adopción de la Agenda 2030, Oh Joon explicó que las deliberaciones, que durarán hasta el 20 de julio, se centrarán en el fortalecimiento de los planes nacionales para la consecución de los Objetivos de Desarrollo Sostenible.
Oh recordó que el lema de la reunión es “No dejar a nadie atrás”, y apeló a la movilización de recursos y a la creación e implementación de innovaciones tecnológicas que impulsen los avances hacia la consecución de los Objetivos.
El presidente del ECOSOC también destacó la importancia de explorar la implementación de la Agenda 2030 desde una perspectiva regional.
Agregó que la sesión incluirá la revisión voluntaria de los progresos de 22 países.
Organización de las Naciones Unidas

## Lema del Foro Político de Alto Nivel sobre Desarrollo Sostenible
| Año  | Texto de encabezado      |
| ---- | ------------------------ |
| 2016 | “No dejar a nadie atrás” |

## Foro Político de Alto Nivel
- 2015
  - FPAN 2015 y Segmento de Alto Nivel del ECOSOC 2015
  - Declaración Ministerial del FPAN 2015
  - Presentación del documento "Las comisiones regionales de las Naciones Unidas y la agenda para el desarrollo después de 2015: acciones para cumplir con una agenda transformativa y ambiciosa" durante el diálogo de los Secretarios Ejecutivos
  - Reunión preparatoria para el Foro de Alto Nivel en América Latina y el Caribe (marzo y abril de 2015)
- 2014
  - Declaración ministerial del Foro Político de Alto Nivel sobre Desarrollo Sostenible 2014 (bajo el ECOSOC)
- 2013
  - Resumen de la primera reunión del foro político de alto nivel sobre el desarrollo sostenible 2013 (bajo la Asamblea General)